# Тунх (станція)
Тунх (монг. Тунх) — залізнична станція в Монголії, розташована на Трансмонгольській залізниці між станціями Дзунхара і Мандал.
Розташована в однойменному селищі.